# Beas (Huelva)
Beas is een gemeente in de Spaanse provincie Huelva in de regio Andalusië met een oppervlakte van 145 km². In 2007 telde Beas 4270 inwoners.